# Nora Zehetner
Nora Angela Zehetner (El Paso, Texas; 5 de febrero de 1981) es una actriz estadounidense de cine y televisión.

## Biografía
Hija de John Carol Zehetner y Nancy Lynne Nelson, a los catorce años se mudó a Dallas, donde acudió a la McKinney High School y a la Texas Academy of Mathematics and Science durante un año. A los dieciocho años empezó su carrera como actriz y se mudó a Los Ángeles. 
Ha trabajado en la serie de televisión Grimm donde interpretó en un capítulo a un Wesen llamado Musai con la capacidad de generar obsesión en el hombre que bese, en un rol más consecutivo participó en la serie Heroes, donde interpretó a Eden McCain, una agente de la organización llamada La Compañía, con la habilidad de la persuasión. Interpretó además a la doctora Reed Adamson en Grey's Anatomy, durante la sexta temporada de la serie.

## Filmografía

### Cine
| Año  | Título                                                   | Papel              | Notas        |
| ---- | -------------------------------------------------------- | ------------------ | ------------ |
| 2024 | Boneyard                                                 | Detective Young    |              |
| 2017 | It Happened in L.A.                                      | Nora               |              |
| 2015 | Creative Control                                         | Juliette           |              |
| 2014 | Home Is Where Your Heart Aches                           | Kat                | Cortometraje |
| 2014 | Danny and the Wild Bunch                                 | Miranda            | Cortometraje |
| 2014 | The Hitchhiker                                           | Nancy Adams        | Cortometraje |
| 2014 | Imperial Dreams                                          | Janine             |              |
| 2009 | Jerry                                                    | Chica              | Cortometraje |
| 2009 | Spooner                                                  | Rose Conlin        |              |
| 2008 | Remarkable Power                                         | Athena             |              |
| 2008 | Princess                                                 | Ithaca             |              |
| 2008 | The Brothers Bloom                                       | Rose               |              |
| 2007 | Beneath                                                  | Christy            |              |
| 2006 | Fifty Pills                                              | Michelle           |              |
| 2005 | Brick                                                    | Laura              |              |
| 2005 | Conversations with Other Women                           | Mujer joven        |              |
| 2005 | The Adventures of Big Handsome Guy and His Little Friend | Plain Jane         |              |
| 2003 | The Burning Land                                         | Rose               |              |
| 2002 | May                                                      | Hoop               |              |
| 2002 | R.S.V.P.                                                 | Leigh Franklin     |              |
| 2001 | Tart                                                     | Peg                |              |
| 2001 | American Pie 2                                           | Chica en la fiesta |              |

### Televisión
| Año       | Título                                  | Papel               | Notas                                                |
| --------- | --------------------------------------- | ------------------- | ---------------------------------------------------- |
| 2020      | Agents of S.H.I.E.L.D.                  | Viola               |                                                      |
| 2019      | Green Eggs and Ham                      | Empleada (voz)      | Episodio: "Anywhere"                                 |
| 2018      | Designated Survivor                     | Valeria Poriskova   | Papel recurrente                                     |
| 2017      | Pillow Talk                             | Sharon              | Serie de televisión                                  |
| 2016      | Gortimer Gibbon's Life on Normal Street | Margaret            | Episodio: "Gortimer vs. White Hat"                   |
| 2015      | The Astronaut Wives Club                | Marilyn See         | Episodios: "Flashpoint", "Rendezvous", "Abort"       |
| 2013–16   | Maron                                   | Jen                 | Papel recurrente                                     |
| 2013      | Warehouse 13                            | Rose                | Episodio: "The Sky's the Limit"                      |
| 2013      | Grimm                                   | Khloe Sedgwick      | Episodio: "Kiss of the Muse"                         |
| 2012      | Common Law                              | Kendall             | Episodios: "Soul Mates", "The Ex-Factor"             |
| 2010      | Southland                               | Lila Greenberg      | Episodio: "Butch & Sundance"                         |
| 2010      | Mad Men                                 | Phoebe              | 3 episodios                                          |
| 2009–2010 | Grey's Anatomy                          | Reed Adamson        | 10 episodios                                         |
| 2009      | Héroes                                  | Eden McCain         | No acreditada; episodio: "Once Upon a Time in Texas" |
| 2008      | Princess                                | Princesa Ithaca     | Película para televisión                             |
| 2006      | Héroes                                  | Eden McCain         | 8 episodios                                          |
| 2003–2004 | Everwood                                | Layne Hart          | 12 episodios                                         |
| 2002      | She Spies                               | Ashley Blaine       | Episodio: "Daddy's Girl"                             |
| 2002      | Off Centre                              | Lindsay             | Episodio: "The Deflower Half-Hour"                   |
| 2002      | Point of Origin                         | Trish               | Película para televisión                             |
| 2002      | Septuplets                              | Dot Wilde           | Película para televisión                             |
| 2001      | Going to California                     | Dixie Hartnett      | Episodio: "Taking Care of Biscuits"                  |
| 2001      | An American Town                        | Glenn               | Película para televisión                             |
| 2000      | Gilmore Girls                           | Chica en el pasillo | Episodio: "Rory's Birthday Parties"                  |